# رود ایوون
رود ایوون (به انگلیسی: River Avon) یا رود ایوون همپشایر رودی است در انگلستان که از ویلتشر سرچشمه می‌گیرد و به کانال مانش می‌ریزد. گفته می‌شود که این رود غنی‌ترین اکوسیستم ماهی در میان رودهای انگلستان را داراست.